# Hradec u Nuzic
Hradec u Nuzic je pravěké a snad i raně středověké hradiště v Jihočeském kraji v okrese České Budějovice. Nachází se na ostrožně nad soutokem Lužnice a Židovy strouhy severovýchodně od Nuzic u Týna nad Vltavou. Část hradiště byla zničena těžbou kamene, ale zbývající pozůstatky jsou chráněné jako kulturní památka.

## Historie
Plocha hradiště byla jistě osídlena ve starší době bronzové a v raném středověku. Starší archeologické nálezy publikované v první polovině dvacátého století, které údajně pocházely z doby halštatské a laténské, se ztratily a nejsou považovány za spolehlivé. Další zlomky keramiky a železné předměty (zlomek klíče nebo koule z houfnice) pochází z vrcholného středověku až raného novověku a na místo se dostaly v souvislosti se zemědělským využíváním lokality.
Ve starší době bronzové hradiště patřilo k sídelnímu mikroregionu v širším okolí soutoku Vltavy a Lužnice. Nejbližší známá rovinná sídliště se ve stejném období nacházela u Březnice nebo u Hodonic a u Hostů bývalo pohřebiště. Ze střední doby hradištní jsou v blízkém okolí známa další hradiště v Bechyni a v okolí Týna nad Vltavou (Koloděje nad Lužnicí, Holý vrch).
Nejstarší zmínky o archeologických nálezech pochází z roku 1893. Josef Ladislav Píč v roce 1909 upozornil na tehdejší rozvážení hlinitokamenného valu. Z pozdější doby pochází zejména zmínky o nálezech keramických střepů a v roce 1970 proběhlo polohopisné zaměření hradiště.

## Stavební podoba
Hradiště se nachází v nadmořské výšce 387–392 metrů na ploché ostrožně obtékané meandrem Židovy strouhy. Přirozenou ochranu poskytovaly s výjimkou západní strany strmé a místy skalnaté svahy, které údolní dno převyšují až o třicet metrů. Plocha vymezená svahy a opevněním měří 0,95 hektaru.
Jedinou v terénu patrnou stavbou je pozůstatek hradby, kterým je obloukovité těleso valu na jihozápadní straně. Val je dlouhý 130 metrů a na vnější straně dosahuje výšky až 2,5 metru. Severozápadní konec valu je poškozen těžební jámou a ve střední části je patrné narušení vzniklé při stavbě rekreační chaty v šedesátých letech dvacátého století.
Podle zpráv z první poloviny dvacátého století, na hradišti existovaly další valy. Jeden měl přehrazovat nejužší místo ostrožny a na jeho rozvážení upozornil J. L. Píč. Pozůstatkem třetího valu může být vyvýšenina na severovýchodním okraji hradiště a čtvrtý val byl údajně zničen na jihozápadě při stavbě silnice před rokem 1928, popř. mohl vést souběžně s cestou k rekreačním chatám nad Lužnicí. Skutečnou existenci těchto valů by mohl prokázat pouze archeologický výzkum.